# Picapauzinho-creme
Picapauzinho-creme (nome científico: Picumnus castelnau) é uma espécie de ave pertencente à família dos picídeos.  É bastante comum na maior parte de sua área de ocorrência e em certas ilhas da Amazônia.